# Hannah Quinlivan

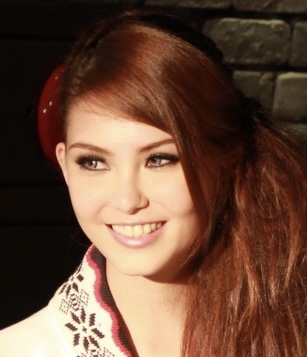
Hannah Quinlivan (2019)

Hannah Quinlivan, auch bekannt als Jen Wu (chinesisch 武誼蓁, Pinyin Wǔ Yìzhēn; * 12. August 1993 in Taipeh, im chinesischen Sprachraum als Kun Ling 昆凌,  Kūn Líng), ist eine taiwanisch-australische Schauspielerin und Model.

## Leben
Quinlivan ist die Tochter eines Australiers und einer taiwanisch-koreanischen Mutter. Sie hat einen jüngeren Halbbruder väterlicherseits und eine ältere Halbschwester mütterlicherseits. Sie besuchte die Juang Jing Vocational High School. Sie nahm an einem achtwöchigen Schnellkurs an der New York Film Academy teil. Sie ist seit dem 17. Januar 2015 mit dem taiwanischen Musiker, Komponist und Schauspieler Jay Chou verheiratet. Das Paar hat drei Kinder, zwei Töchter (2015, 2022) und einen Sohn (2017).
Quinlivan begann in verschiedenen taiwanischen Fernsehserien mit dem Schauspiel. 2017 war sie neben Hollywood-Größe Orlando Bloom im Spielfilm The Shanghai Job zu sehen. 2018 verkörperte sie neben Dwayne Johnson eine der Hauptrollen in Skyscraper.

## Filmografie (Auswahl)
- 2012: Ti Amo Chocolate (Ai shang qiaokeli, 愛上巧克力) (Fernsehserie)
- 2013: Step Back to Glory (Zhiqi, 志氣)
- 2013: Amour et Pâtisserie (Meiyou mingzi de tiandiandian, 沒有名字的甜點店) (Fernsehserie, 2 Episoden)
- 2014: Twa-Tiu-Tiann (Dadaocheng, 大稻埕)
- 2014: Game of Lies (Huangyan youxi, 謊言遊戲) (Fernsehserie, Episode 1x13)
- 2015: Moon River (Mingruo xiaoxi, 明若曉溪) (Fernsehserie, 26 Episoden)
- 2016: Gentle Bullet
- 2017: The Shanghai Job (S.M.A.R.T. Chase)
- 2018: Skyscraper
- 2019: Skyfire
- 2021: Nezha (Chizha Fengyun, 叱吒風雲)
- 2023: Assassin – Every Body is a Weapon (Assassin)